# Weserstadion
Weserstadion je víceúčelový stadion sloužící zejména pro fotbal v německém městě Brémy. Využívá se především pro fotbalová utkání místního klubu Werder Brémy. Kapacita stadionu je 42 100 diváků. Kromě toho stadion slouží jako kulturní zařízení s možností pořádání koncertů. Tento stadion využívá při koncertních turné mnoho zpěváků a hudebníků.

## Historie
Předchůdce stadionu Weser bylo sportoviště s dřevěnou tribunou, kterou postavila v roce 1909 Asociace gymnastiky a sportu. Se svou novou budovou v roce 1926 dostalo první velkou tribunu, šatny a restauraci. Stadion se jmenoval ABTS-Kampfbahn a od té doby byl využíván nejen pro fotbalové zápasy, ale také pro politické hromadné akce. Stadion obdržel své současné jméno poprvé v roce 1930. Od té doby zde hraje Werder Brémy. V letech 1934 až 1945 byl stadion nazýván Bremer Kampfbahn a sloužil primárně NSDAP. Od roku 1945 se nazýval stadion IKE a používal se pro americké týmové sporty. Od svého znovuotevření v roce 1947 se nazývá Weserstadion.
Ve své dlouhé historii prošel četnými expanzemi, přestavbami nebo rekonstrukcemi. Pro první období Bundesligy z roku 1963 byla severní rovina zastřešena a byl nainstalován nový systém světlometů. V roce 1965 byla tribuna Kurventribünen dokončena na vyšší úrovní. V roce 1978 byla severní tribuna přestavěna a byly postaveny nové světlomety, které v té době byly nejsilnějším osvětlením na evropském fotbalovém hřišti. V roce 1992 se stadion Weser stal prvním stadionem v Německu s boxy. V roce 1997 byla tribuna Ostkurve přestavěna s pětipodlažní skořápkou zahrnující šatny, prodejnu pro fanoušky, kancelář, školu mládeže a první německý VIP box se 700 místy s propojenou restaurací. Na stadionu bylo v roce 1998 instalováno vytápění trávníku. V roce 2002 byl interiér přestavěn, když byla 400 metrů dlouhá atletická trať odstraněna a pokryta mobilními sedadly. Kapacita stadionu se zvýšila přibližně o 8 000 míst na přibližně 43 500. V roce 2004 byly za severním straně postaveny čtyři kancelářské věže. Tyto věže nabízejí restauraci a kanceláře pro klub a místní společnost.
Stadion se představil jako jeden ze stadionu hostující mistrovství světa ve fotbale 2006, ale místo bylo odmítnuto, přesto však mělo větší kapacitu než někteří jeho „konkurenti“.
Od roku 2008 byl stadion kompletně přestavěn. Fasáda byla pokryta fotovoltaickými panely a na staré nosné konstrukci střechy byla postavena nová střecha a stará střecha byla zničena. Oba konce jak na východě, tak i na západě byly strženy a znovu postaveny rovnoběžně s koncovou linií hřiště, čímž se odstranilo to, co zbylo ze staré atletické dráhy.